# Indenrigsministeriet
Indenrigssministeriet har under långa perioder varit ett ministerium i Danmark, men sedan 2001 har det inte funnits som ett eget ministerium. Däremot har de även efter 2001 vanligen varit en separat del av de ministerier de ingått i. Det har alltså funnits inrikesministrar i alla regeringar förutom perioden 2007-2009.  Sedan 2022 är det del av Indenrigs- og Sundhedsministeriet.
Ministeriet inrättades av regeringen Moltke II 1848 och var därmed ett av de äldsta ministerierna. Ministeriets huvuduppgift var att övervaka de Danmarks kommuner och amt. Dessutom administrerade ministeriet anordnandet av val och folkomröstningar i Danmark.

## Organisatorisk tillhörighet/Namn
- 1848-1950: Indenrigsministeriet
- 1950-1955: Indenrigs- og boligministeriet
- 1955-1973: Indenrigsministeriet
- 1973-1975: Indenrigs- og Socialministeriet
- 1975-2001: Indenrigsministeriet
- 2001-2007: Indenrigs- og Sundhedsministeriet
- 2007-2009: Velfærdsministeriet
- 2009-2010: Indenrigs- og Socialministeriet
- 2010-2011: Indenrigs- og Sundhedsministeriet
- 2011-2015: Økonomi- og Indenrigsministeriet
- 2015-2016: Social- og Indenrigsministeriet
- 2016-2019: Økonomi- og Indenrigsministeriet
- 2019-2021: Social- og Indenrigsministeriet
- 2021-2022: Indenrigs- og Boligministeriet
- December 2022-nu: Indenrigs- og Sundhedsministeriet